# Échecs subaquatiques
 (mai 2024).

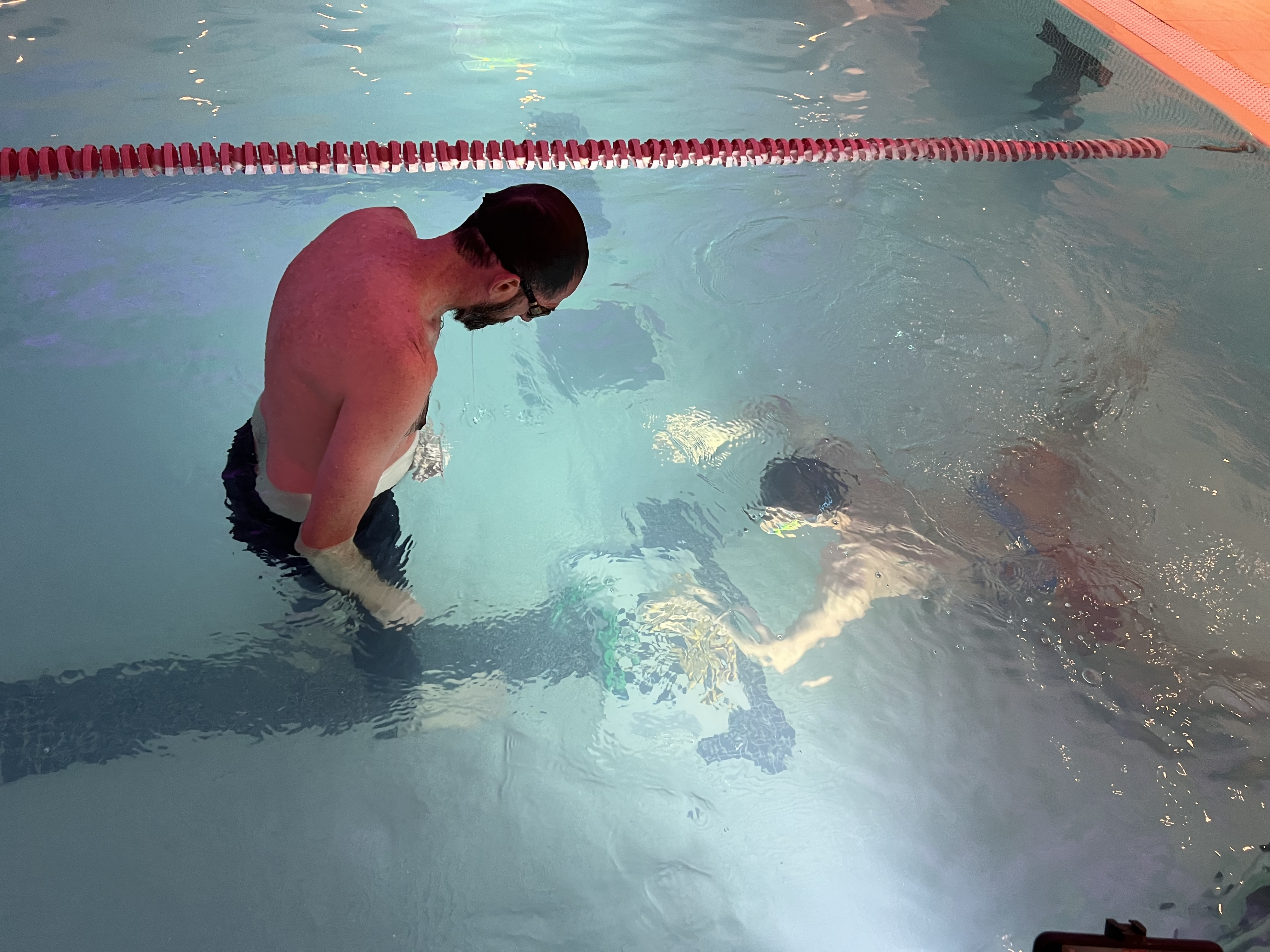
une partie d'échecs en plongée

Les échecs subaquatiques sont un sport dans lequel on joue aux échecs sous l'eau. Il a été inventé par Etan Ilfeld ; et, depuis 2013, il fait partie des disciplines de l'Olympiade annuelle des sports de l'esprit.

## Règles
Les échecs subaquatiques se jouent au fond d'une piscine, à l'aide d'un échiquier doté de pièces magnétiques. Les joueurs plongent sous l'eau pour observer la position, réfléchissent et jouent leur mouvement avant de refaire surface pour reprendre leur souffle. Lorsqu’un joueur refait surface, c’est au tour de l’autre joueur de plonger pour jouer.
De telles parties d'échecs durent en moyenne une heure. Elles représentent un défi, il faut en effet y combiner performances physiques et intellectuelles pour gérer son niveau d'oxygène tout en effectuant de bons mouvements d'échecs.
Les joueurs ne sont pas autorisés à utiliser d'appareil d'alimentation en oxygène, mais ils peuvent porter des masques de plongée ou des lunettes de natation. De plus, l'utilisation d'un poids pour faciliter la plongée était autorisé, cependant, ce n'est plus le cas depuis 2022,.